# Gmina Krzęcin
Die Gmina Krzęcin (deutsch: Gemeinde Kranzin) ist eine Landgemeinde im polnischen Powiat Choszczeński. Sitz ist das namensgebende Krzęcin. Die Gemeinde umfasst eine Fläche von 140,27 km², was 10,6 % der Gesamtfläche des Powiats entspricht. Die Gemeinde zählt 3.766 Einwohner, von denen 744 Krzęcin leben.
Die Gmina Krzęcin gehört zum Powiat Choszczeński (Kreis Arnswalde) in der Woiwodschaft Westpommern und war von 1975 bis 1998 ein Teil der Woiwodschaft Gorzów. Der Süden der Gemeinde grenzt an den Powiat Strzelecko-Drezdenecki (Kreis Friedeberg-Driesen) in der Woiwodschaft Lebus.
Im Gemeindegebiet gilt die einheitliche Postleitzahl 73-231.

## Geographie

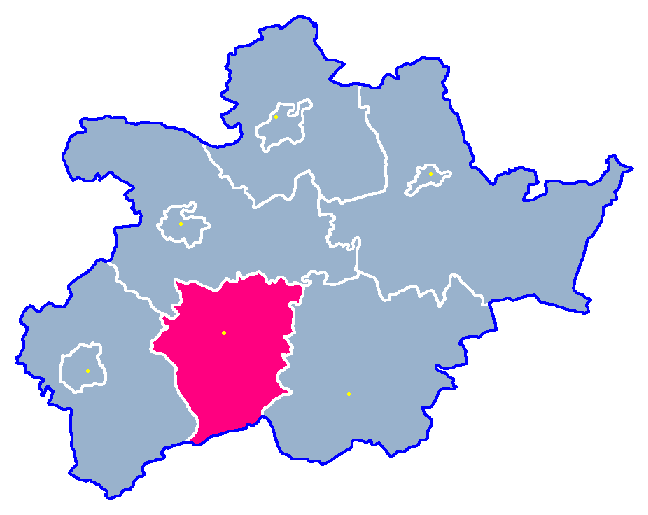
Die Lage der Gmina Krzęcin im Powiat Choszczeński

Nachbargemeinden der Gmina Krzęzin sind:
- Bierzwnik (Marienwalde), Choszczno (Arnswalde) und Pełczyce (Bernstein) im Powiat Choszczeński, sowie
- Strzelce Krajeńskie (Friedeberg (Neumark)) im Powiat Strzelecko-Drezdenecki (Woiwodschaft Lebus).

## Gemeindegliederung
Zur Gmina Krzęcin gehören 27 Ortschaften, die elf Ortsteilen (Schulzenämtern) zugeordnet sind:
- Ortsteile:

| - Chłopowo (Schwachenwalde) - Granowo (Granow) - Kaszewo (Heinrichswalde) - Krzęcin (Kranzin) - Mielęcin (Marienhof) - Nowy Klukom (Neu Klücken) | - Objezierze (Hitzdorf) - Przybysław (Sophienhof) - Rakowo (Raakow) - Słonice (Kleeberg) - Żeńsko (Schönfeld) |

.
- Übrige Ortschaften: Boguszyce, Bukowno (Richardshof), Grzywacz (Griese), Kolonia Czwarta, Kolonia Piąta, Ligwiąca, Pluskocin (Freudenberg), Potoczna, Prokolno (Baumgarten), Sierosławiec, Smużyk, Sobieradz, Sobolewo (Ludwigswunsch), Sowiniec (Freudenberg Ost), Wężnik (Hammermühle) und Wyszyna (Hochland).

## Verkehr

### Straßen
Durch den Nordostrand der Gemeinde verläuft die Woiwodschaftsstraße 160, die Suchań (Zachan) und Dobiegniew (Woldenberg) verbindet. Die Gemeinde selbst wird von zwei Nebenstraßen erschlossen, die Stare Klukom (Alt Klücken) und Chłopowo (Schwachenwalde) einerseits und Zieleniewo (Sellnow) und Pełczyce (Bernstein) andrerseits verbinden und sich in Krzęcin kreuzen.

### Schienen
Seit 1847 besteht eine Bahnlinie zwischen Stargard (Stargard in Pommern) und Dobiegniew (Woldenberg), die heute zur Staatsbahnlinie 351 Stettin – Posen erweitert ist. An dieser Strecke liegt die einzige Bahnstation der Gmina Krzęcin, nämlich Słonice (Kleeberg).